# Plaza de toros Los Califas
La plaza de toros de Los Califas es la plaza de toros de la ciudad española de Córdoba. Tiene capacidad para 17 000 espectadores y está considerada como plaza de 1ª Categoría. En 2019 la empresa que gestiona la plaza de toros es Lances de Futuro, cuyo empresario es José María Garzón.

## Historia

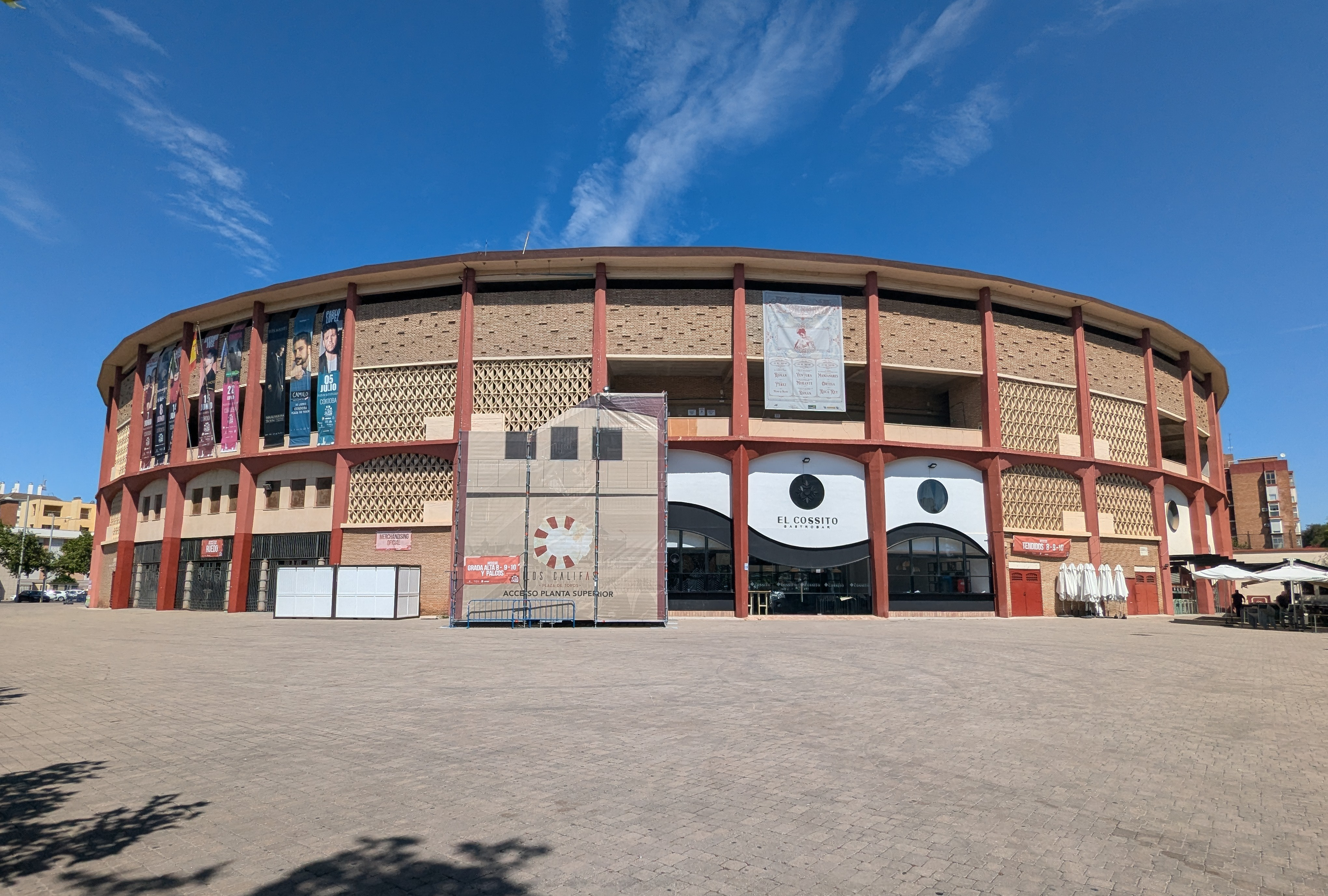
Exterior de la plaza de toros de Córdoba

Su origen se remonta a 1963, viniendo a sustituir a la anterior plaza de toros de los Tejares, cuando un grupo de cordobeses liderado por D. Manuel Navas Barbudo fundaron una sociedad para promover su construcción: José Rodríguez Jiménez, José Gómez Salmoral, José Pérez Barquero, Rafael Guerra Sánchez, Rafael Marchal Ceballos y Manuel Navas Quero. De este modo, con el proyecto de José Rebollo Dicenta y su dirección técnica, se inician las obras en el mes de junio.
Queda inaugurada el 9 de mayo de 1965 con el nombre de Los Califas en honor de los cinco grandes matadores de la provincia: Lagartijo, Guerrita, Machaquito, Manolete y el Cordobés, este último fue nombrado quinto Califa en 2002. La corrida fue en beneficio de la Asociación Española Contra el Cáncer, organizada por el entonces presidente de esa Asociación, el ingeniero Fernando Carbonell de León. En dicha inauguración participaron los matadores Manuel Benítez El Cordobés, que toreó sin cobrar, José María Montilla y Zurito, lidiando reses de Carlos Núñez.

## Semifinal de la copa Davis 2011
El 3 de agosto de 2011, esta plaza fue designada para ser sede de las semifinales de la 100.ª Copa Davis entre España y Francia, que se celebraron entre el 16 y el 18 de septiembre.